# Mythos (Bier)

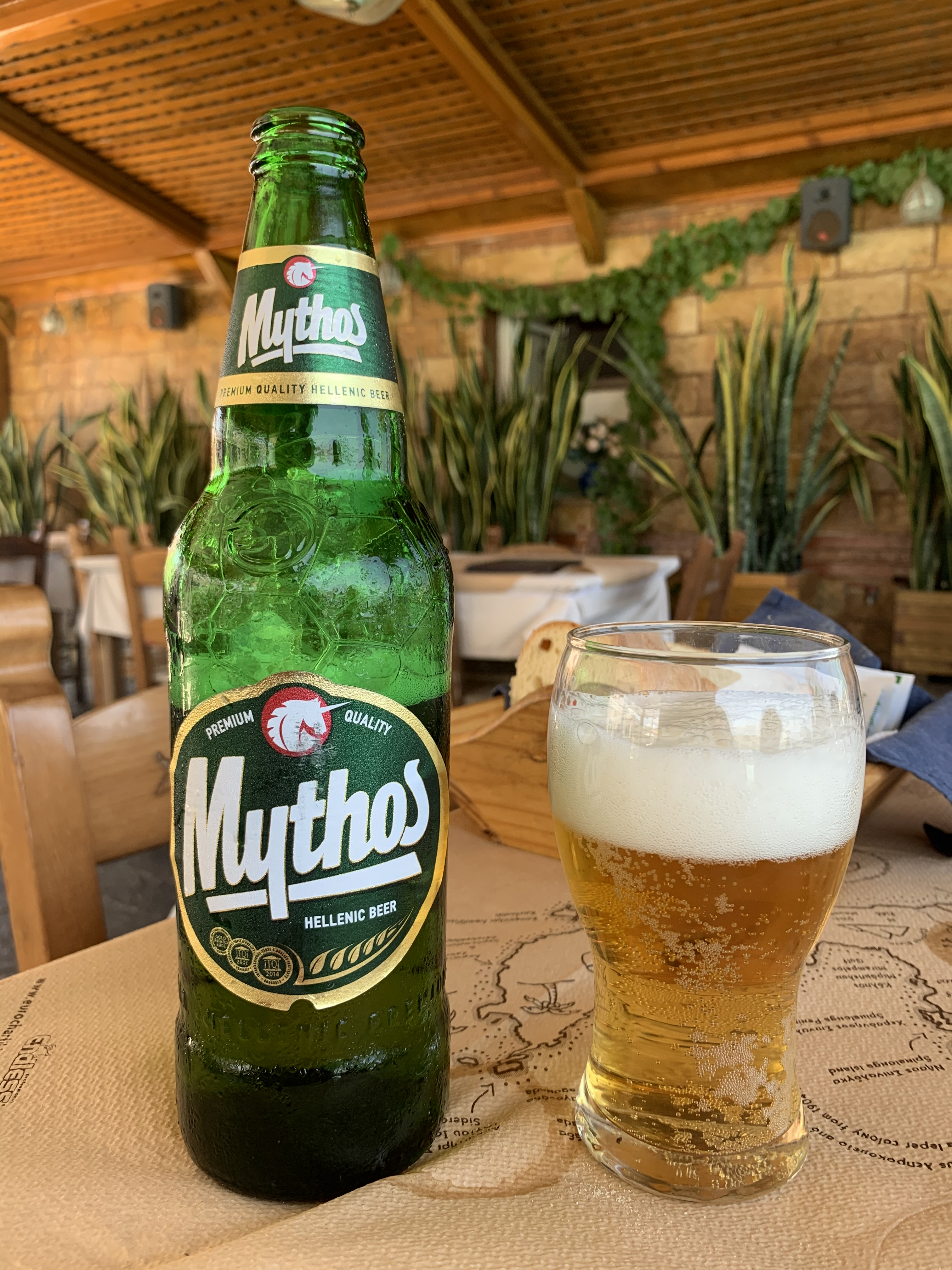
Mythos-Bier

Mythos ist eine Biermarke einer zu Carlsberg gehörenden, griechischen Brauerei. Mythos gehört zu den wichtigsten Biermarken des Landes.
Zum Zeitpunkt der Einführung der Biermarke 1997 hieß die Brauerei Mythos Brewery Ltd. Nach mehreren Eigentümerwechseln gehört die heutige Olympic Brewery zur dänischen Carlsberg-Gruppe.
Mythos ist ein helles Lagerbier nach Pilsener Brauart. Es wird seit 1997 in Flaschen und Dosen von 330 ml und 500 ml und in Keg abgefüllt. Mythos wird in 30 Länder exportiert. Der Alkoholgehalt liegt bei 5 %. Mythos ist auch in den Sorten Ice und Radler erhältlich.
Es wird in Sindos in der Gemeinde Delta bei Thessaloniki produziert.